# Стюарт Маккіммі
Стюарт Маккіммі (англ. Stewart McKimmie, нар. 27 жовтня 1962, Абердин) — колишній шотландський футболіст, захисник.
Насамперед відомий виступами за «Абердин», а також національну збірну Шотландії.

## Клубна кар'єра
У дорослому футболі дебютував 1980 року виступами за «Данді», в якому провів три сезони, взявши участь у 81 матчі чемпіонату.
Своєю грою за цю команду привернув увагу Алекса Фергюсона, тодішнього тренера клубу «Абердин», до складу якого Стюарт приєднався восени 1983 року. Відіграв за команду з Абердина наступні чотирнадцять сезонів своєї ігрової кар'єри. Більшість часу, проведеного у складі «Абердина», був основним гравцем захисту команди. За цей час двічі виборював титул чемпіона Шотландії.
Завершив професійну ігрову кар'єру у клубі «Данді Юнайтед», за команду якого виступав протягом 1997—1998 років.

## Виступи за збірну
27 травня 1989 року дебютував в офіційних матчах у складі національної збірної Шотландії. Протягом кар'єри у національній команді, яка тривала 8 років, провів у формі головної команди країни 40 матчів, забивши 1 гол.
У складі збірної був учасником чемпіонату світу 1990 року в Італії, чемпіонату Європи 1992 року у Швеції та чемпіонату Європи 1996 року в Англії.

## Титули і досягнення
- Володар Суперкубка Європи (1):

«Абердин»: 1983
- Чемпіон Шотландії (2):

«Абердин»: 1983-84, 1984-85
- Володар Кубка Шотландії (3):

«Абердин»: 1983-84, 1985-86, 1989-90
- Володар Кубка шотландської ліги (3):

«Абердин»: 1985-86, 1989-90, 1995-96